# Arco Trecchi
L'Arco Trecchi, noto localmente come «portone», è un arco trionfale posto all'ingresso del nucleo storico del paese di Maleo, comune italiano in provincia di Lodi.

## Storia
L'arco, originariamente in stile barocco, fu eretto nel 1685 su iniziativa della Comunità di Maleo per onorare l'arrivo in paese del nuovo feudatario, Pietro Francesco Manfredo Trecchi.
Nel 1883 un suo discendente, il marchese Alessandro Trecchi, fece modificare l'arco in stile neoclassico, aggiungendovi un nuovo fastigio ed eliminando le colonne doppie che in origine lo ornavano.
Nel 1961 l'arco venne ulteriormente modificato aprendovi due finestre laterali per migliorare la visibilità dell'incrocio stradale adiacente; contemporaneamente venne aggiunta una cornice che taglia l'intera struttura a metà altezza delle colonne, riducendone la verticalità.

## Caratteristiche
L'arco è posto al limite occidentale dell'antico nucleo del paese, e costituisce il fondale prospettico del viale che proviene da Codogno (l'antica strada Mantovana). In origine, la prospettiva proseguiva oltre l'arco, fino a inquadrare la loggia posta a fianco della chiesa parrocchiale; in seguito alla parziale demolizione della loggia e alla costruzione di nuovi edifici la relazione visiva è oggi difficilmente leggibile.
L'arco si presenta a due ordini, divisi orizzontalmente da un pesante cornicione sostenuto da due coppie di lesene doriche. Al centro dell'ordine inferiore si apre il fornice, affiancato dalle due finestre aperte nel 1961; l'ordine superiore è invece costituito da un fastigio con coronamento a timpano sormontato da tre pinnacoli, affiancato lateralmente da due ulteriori pinnacoli più bassi.

### Fonti
- Mario Marubbi, Monumenti e opere d'arte nel basso Lodigiano, fotografie di Giuseppe Giudici, Meleti, Guardamiglio, Maleo, edito dalla Cassa Rurale ed Artigiana del Basso Lodigiano, 1987,  pp. 152-153, ISBN non esistente, SBN MIL0576026.

### Ulteriori approfondimenti
- Maria Luisa Gatti Perer, Maleo. Arco Trecchi, in Studi e ricerche nel territorio della provincia di Milano, Milano, La Rete, 1967,  pp. 117-118, ISBN non esistente, SBN SBL0070532.